# Mieczysław Szymczak
Mieczysław Szymczak (ur. 5 października 1927 w Domaniewku, zm. 30 września 1985 w Sofii) – polski językoznawca, profesor Uniwersytetu Warszawskiego.

## Życiorys

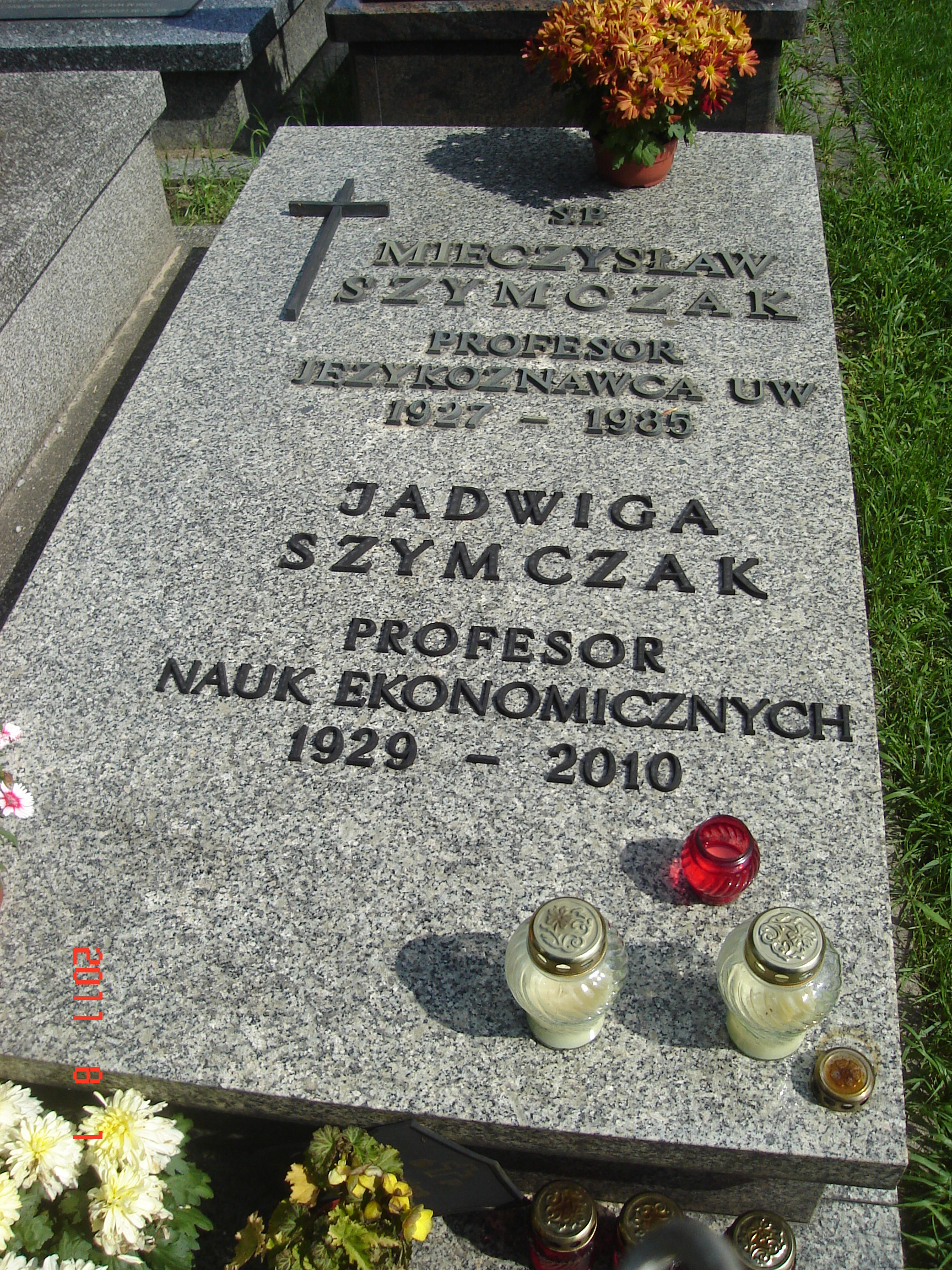
Grób Mieczysława Szymczaka na Cmentarzu Wojskowym na Powązkach

W latach 1948–1952 studiował filologię słowiańską na Wydziale Filozofii Uniwersytetu Łódzkiego, m.in. pod kierunkiem Zdzisława Stiebera. Od 1952 był związany z Uniwersytetem Warszawskim, gdzie pod kierunkiem Witolda Doroszewskiego pracował kolejno jako aspirant i adiunkt. W 1958 obronił doktorat, w 1965 uzyskał habilitację, od 1974 był profesorem nadzwyczajnym, od 1978 profesorem zwyczajnym. Po odejściu Witolda Doroszewskiego na emeryturę kierował Katedrą Języka Polskiego. Pełnił także szereg innych funkcji, był kierownikiem Zakładu Językoznawstwa PAN, przewodniczącym Komitetu Językoznawstwa PAN, przewodniczącym Głównej Komisji Ustalania Nazw Miejscowości i Obiektów Fizjograficznych. Przewodniczył również Radom Naukowym Instytutu Słowianoznawstwa PAN oraz Instytutu Programów Szkolnych, wchodził w skład Narodowej Rady Kultury. Od 1976 przewodniczył Towarzystwu Kultury Języka.
Zainteresowania naukowe Szymczaka obejmowały dialektologię, terminologię języka polskiego, kulturę języka. Był redaktorem naukowym dwóch znaczących słowników – Słownika ortograficznego języka polskiego wraz z zasadami pisowni i interpunkcji (pierwsze wydanie 1975) oraz 3-tomowego Słownika języka polskiego (1978–1981). Opracował ponadto m.in. Słownictwo Warmii i Mazur. Stopnie pokrewieństwa. Życie społeczne i zawodowe (1959, z Eugeniuszem Jurkowskim i Ireneuszem Łapińskim), Nazwy stopni pokrewieństwa i powinowactwa rodzinnego w historii i dialektach języka polskiego (1966). Rodzinnym terenom poświęcił dwie prace – Gwara Domaniewka i wsi okolicznych w pow. łęczyckim (1961) i 8-tomowy Słownik gwary Domaniewka w pow. łęczyckim (1964–1972). O kulturze języka mówił w licznych audycjach radiowych i telewizyjnych.
Był odznaczony m.in. Krzyżem Kawalerskim Orderu Odrodzenia Polski, Złotym Krzyżem Zasługi, Medalem Komisji Edukacji Narodowej, Złotą Odznaką Związku Nauczycielstwa Polskiego, tytułem Zasłużonego Nauczyciela PRL. Laureat nagrody "Trybuny Ludu" I stopnia (1985).
Pochowany na cmentarzu Powązki Wojskowe w Warszawie (kwatera C39-5-9). 

## Upamiętnienie
Od 2020 r. Mieczysław Szymczak jest patronem Szkoły Podstawowej w Domaniewie.